# Индийский медоуказчик
Индийский медоуказчик (лат. Indicator xanthonotus) — вид небольших птиц семейства медоуказчиковых. Выделяют два подвида. Распространены в Индии, а также вдоль Гималаев в Бангладеш, Бутане, Мьянме, Непале, Пакистане и Тибете.
Индийский медоуказчик достигает длины 15—16 см; самцы весят от 29 до 34 г, а самки — от 25 до 31 г. Птицы окрашены в оливково-бурый цвет, с контрастным ярко-жёлтым пятном на надхвостье.
Как и другие медоуказчики, они приводят людей и медведей к пчелиным ульям. Они относятся к числу немногих позвоночных, способных питаться пчелиным воском.
Это скрытная птица, живущая в густой растительности. Индийские медоуказчики являются гнездовыми паразитами, подкладывая свои яйца в чужие гнёзда. Виды птиц, в гнёзда которых подкладываются яйца, пока неизвестны и не описаны. Самцы являются полигамными.